# Henri Cordier (orientalist)
Henri Cordier, född 8 augusti 1849 i New Orleans, död 16 mars 1925 i Paris, var en fransk orientalist.
Cordier sysselsatte sig särskilt med Kina, där han levde flera år, och med förbindelserna mellan Europa och Fjärran Östern. Bland hans många arbeten kan särskilt nämnas hans uppsats om Les débuts de la compagnie royale de Suède en extrème orient (i den med anledning av orientalistkongressen i Stockholm 1889 av professorerna vid École des langues orientales i Paris utgivna "Recueil").